# Адмирал Кузнецов (самолетоносач)
Адмирал от флота на Съветския съюз Кузнецов (предходни названия според реда на присвояването им: „Съветски съюз“ (по проект), „Рига“ (при залагането), „Леонид Брежнев“ (при спускането на вода), „Тбилиси“ (при изпитанията)) е тежък авионосен крайцер (ТАВКР), единствен от този клас кораби в състава на ВМФ на Русия. Кораб от проекта 1143.5. Спуснат на вода през 1987 г. През 1991 г. е преименуван в чест на адмирала от флота Николай Кузнецов. Изработването на втория подобен „Рига“ („Варяг“) е прекратено през 1998 г., и впоследствие е продаден на Китай за 25 милиона долара, където е достроен като самолетоносача „Ляонин“.
Предназначен е за поразяване на големи надводни цели, защита на морските съединения от нападение на вероятния противник с използването на самолетоносачи и голям брой подводни лодки; има също задачата да поддържа десантните операции.
Построен е в „Черноморския корабостроителен завод“, гр. Николаев, СССР, днес Украйна.
Разчетен е за базирането и обслужването на 28 самолета и 24 вертолета. Авиопаркът на руската палубна авиация по брой на самолетите и вертолетите е няколко пъти повече, отколкото са възможностите на самолетоносача по тяхното разполагане, за това състава на авиогрупата се променя в зависимост от поставените задачи. Справочникът Military Balance 2016 указва следната достъпна към 2016 г. за самолетоносача палубна авиация: основа на авиокрилото съставляват палубните изтребители-бомбардировачи МиГ-29К и МиГ-29КУБ 26 на брой; освен това, на въоръжение има 18 единици тежки палубни изтребители-бомбардировача Су-33. В зависимост от изпълняваните задачи също може да носи противолодъчните вертолети Ка-27, ударно-десантните вертолети Ка-29 и преминаващите изпитания ударни вертолети Ка-52К. Също така самолетоносачът носи 12 пускови установки 4К-80 за тежките ракети „Гранит“.
„Адмирал Кузнецов“ се явява единственият авионосещ кораб в света, който може да се намира в Черно море, тъй като според конвенцията Монтрьо преминаването на „чисти“ самолетоносачи през проливите Босфор и Дарданели е забранен, а ТАВКР „Адмирал Кузнецов“ обладава ракетно въоръжение и на база на това се определя като „авионосен крайцер“.
Награден е с Ордена Ушаков (2018 г.).

## История на създаването и предназначение на кораба
Историята на създаването на ТАВКР „Адмирал Кузнецов“ е свързана с другите кораби, създадени по проекта 1143. Основните задачи на авионосните кораби на СССР съществено се различават от авионосните ордери на САЩ:
- подсигуряване на безопасността на атомните подводни ракетни крайцери със стратегическо предназначение в районите на бойното патрулиране;
- противовъздушна отбрана на кораба и/или групата кораби, съпровождани от него;
- издирването и унищожаването на подводните лодки на противника в състава на противолодъчна група;
- откриване, целеуказание и унищожаване на надводните сили на противника;
- подсигуряване на стоварването на морския десант.

По-голямата част от корабите на проекта 1143 нямат пълноценна полетна палуба за самолети, но носят, както и „Адмирал Кузнецов“, много голям брой от противолодъчните вертолети Ка-27ПЛ. Фактически корабите от проекта 1143 се явяват според основното си предназначение тежки противолодъчни вертолетоносачи, които прикриват позиционните райони на разгръщане на АРПКСН за удар по територията на САЩ от възможните атаки от страна на ПЛА от типа „Лос Анджелис“ на ВМС на САЩ.
Вертолетът Ка-27 е универсален: с негова помощ могат да се извършват десантни операции, превозвайки 16 морски пехотинеца и оказвайки им огнева поддръжка с помощта на блокове от неуправляемите ракети С-5 или С-8. Това позволява ефективно да се използва кораба и в десантни операции. Впоследствие на базата на Ка-27 е създаден Ка-29 с десантна специализация с поддръжка и по унищожаването на бронетехниката на противника с помощта на противотанковия ракетен комплекс (ПТРК) типа „Атака“. Последващо развитие на тази концепция става съвременният ударен Ка-52К с ПТРК „Хермес“.
Обаче тясната специализация на корабите от проекта 1143 като вертолетоносачи не им позволява да изпълняват ефективното прикритие на собствените АПЛ от противолодъчните самолети Lockheed P-3 Orion с техния ескорт от изтребители на НАТО: самолетите с вертикално излитане Як-38 нямат даже собствена радиолокационна станция (РЛС). Възможностите на Як-38 да оперират с противокорабни ракети в зоната на действие на ПВО на големите съдове е малкоефективна. За това става необходимо и развитие на проекта в посока към собствена пълноценна изтребителна авиация, способна да води атаки чрез ракети с голяма далечина и имащи собствени развити РЛС, МиГ-29К и Су-33.
Сценариите, разработвани от аналитиците на ВМФ на СССР, указват, че най-вероятно е при дуел със самолетоносачите на САЩ бързо изваждане от строя на палубната авиация, както на собствената, така и тази на противника, поради близките към самолетоносачите ядрени взривове. Изпитание в хода на операцията „Кръстовища“ доказва, че ядрен взрив близо до самолетоносач не е способен да го унищожи, обаче парокапковата вълна от ядрения взрив облива палубата на самолетоносача, създавайки на нея екстремно радиоактивно заразяване, непозволяващо на полетния състав да се качи на нея. Затова проектът 1143 е разчетен на устойчивост към 30 килотонен ядрен взрив на разстояние 2000 м от кораба и използване на ПКРК „Гранит“ като основно средство за атака с оглед на това, че авиокрилото с голяма вероятност ще загуби способност да води бойни действия.
Затова според концепцията за употреба ТАВКР „Адмирал Кузнецов“ се явява средство за воденето на глобална ядрена война, за подсигуряването в първата фаза на ядрения конфликт прикритието на АПРКСН на Русия от ПЛА и противолодъчната авиация на НАТО, а във втората фаза – воденето на ракетен дуел с корабите на НАТО в условията на многобройни ядрени взривове в съседство на съдовете.
В неядрен конфликт „Адмирал Кузнецов“ може да се използва като ефективно средство за поддръжка на десантни операции.

## Проектиране и построяване
Корабът от проекта 1143.5 е разработен в Ленинград в Невското проектно-конструкторско бюро под ръководството на конструкторите Ю. Д. Сергеев, Л. В. Белов.
Корпусът на петия по ред тежък авионосен крайцер на ВМФ на СССР – „Рига“ е заложен на стапела на Черноморския корабостроителен завод на 1 септември 1982 г. (град Николаев, Украинска ССР). Съдовото оборудване и екипировка се произвеждат в Ленинград от Пролетарския завод.
От предшествениците си корабът се различава с възможността за първи път във флота да осигури възможност за излитане и кацане на него на самолети от традиционната схема, модифицираните варианти на сухопътните Су-27, МиГ-29 и Су-25. За това той има увеличена полетна палуба и трамплин за излитането на самолети. Построяването, за първи път в СССР, ства чрез способа за формирането на корпуса от големи блокове с маса до 1400 тона.
Още преди края на сглобяването, след смъртта на Л. И. Брежнев, на 22 ноември 1982 г. крайцерът е преименуван в негова чест. Спуснат е на вода на 4 декември 1985 г., след което продължава и неговото дострояване. Натоварването на кораба и монтажа на въоръжението (освен зоналния блок с пусковите установки на ПКРК „Гранит“), електрооборудването, авиационно-техническите средства, системите за вентилация и кондициониране на въздуха, а също оборудването на помещенията са изпълнени на вода, при дострояването на кораба при Северната крайбрежна алея.
На 11 август 1987 г. „Леонид Брежнев“ е преименуван на „Тбилиси“. На 8 юни 1989 г. започват швартовите изпитания, а на 8 септември 1989 г. – заселването на екипажа.
На 21 октомври 1989 г. недовършеният и недоокомплектован кораб е изведен в морето, за да се даде възможност на летците да проведат цикъл полетно-конструкторски изпитания на самолетите, предназначени за базиране на неговия борд. В рамките на тези изпитания са произведени първите излитания и кацания на самолети. На 1 ноември 1989 г. са проведени първите кацания върху „Тбилиси“ на МиГ-29К, Су-27К и Су-25УТГ. Първото в СССР кацане на кораб „по самолетному“ (хоризонтално) извършва със Су-27К летеца-изпитател на ОКБ Сухой Виктор Пугачов. На същия ден са осъществени първите излитания от самолетоносача на самолетите МиГ-29К (летец-изпитател на ОКБ Микоян Токтар Абукиров) и Су-25УТГ, а на следващия ден, 2 ноември 1989 г. – със Су-27К. След завършването на цикъла на изпитанията, на 23 ноември 1989 г., корабът се връща в завода за дострояване. През 1990 г. много пъти излиза в морето за провеждането на заводски и държавни изпитания.
На 4 октомври 1990 г. корабът е преименуван за пореден път (4-ти) и започва да се нарича „Адмирал от Флота на Съветския съюз Кузнецов“.

## Служба

### Съветски период
На 20 януари 1991 г. корабът е официално предаден и зачислен в състава на Северния флот
През ноември 1991 г. командирът на кораба Виктор Яригин получава телеграма от председателя на Върховната рада на Украйна Леонид Кравчук, че крайцерът се явява собственост на Украйна и до приемането на правителствено решение трябва да остане на севастополския рейд. Обаче според гледната точка на Виктор Яригин, такава държава, като Украйна, все още не съществува, тъй като още не е проведен референдума за независимостта на Украйна, за това командирът на кораба решава, че трябва да следва указанията на командването на Северния флот на СССР и на 30 ноември 1991 г. взема курс към Босфора. При това част от екипажа и полетния състав остава на брега. Официална заявка към Турция за разрешаване на преминаването на самолетоносача през Босфора не е подавана, обаче властите на Турция не спират кораба. От 1 до 24 декември 1991 г. авионосният крайцер извършва преход около Европа към мястото на постоянно базиране във Видяево (Мурманска област).
Личният състав от 100-тния полк на корабната авиация, под командването на Тимур Апакидзе, останал на брега, отказва да даде клетва за вярност към Украйна и съставя ядрото на 279-о полк на корабната авиация на Русия. Личният състав, дал клетва към Украйна, е уволнен поради разформироването на полк 100 поради отсъствието в Украйна на авионосни кораби.

### 1990-те години
От 1992 до 1994 г. продължават различните изпитания на кораба, на неговото въоръжение и авиогрупа. Кораба по три-четири месеца годишно е в морето, участва в учения. През 1993 г. за неговата авиогрупа започват да постъпват първите серийни Су-33.
На 23 декември 1995 г. в състава на корабна многоцелева група авионосният крайцер излиза за бойна служба в Средиземно море, имайки на борда авиогрупа в състав 13 Су-33, два Су-25УТГ и 11 вертолета.
От 1996 до 1998 г. се намира в ремонт, който много се проточва поради недостатъчно финансиране. През 1998 г. взема участие в големите учения на Северния флот. През 1999 г. два пъти излиза в морето за бойна подготовка. През 2000 г. участва в големите учения, в хода на които загива атомният ракетен подводен крайцер К-141 „Курск“, взема участие в спасителната операция. В резултат на тази трагедия е отменен вторият поход на кораба на бойна служба в Средиземно море, който трябва да се състои в края на 2000 г.

### 2000-те години
От 2001 до 2004 г. се намира в планов среден ремонт. През 2004 г. в състава на група от девет кораба на Северния флот, включваща тежкия атомен ракетен крайцер „Петър Велики“, ракетния крайцер „Маршал Устинов“, ескадрения миноносец „Адмирал Ушаков“ и съдове на осигуряването, участва в месечния поход в Северния Атлантик, в хода на който се провеждат също и полетно-конструкторските изпитания на Су-33УБ. В периода 2005 – 2007 г. носи бойна служба, два-три пъти годишно излиза в морето.
На 5 декември 2007 г. ТАВКР „Адмирал Кузнецов“ оглавява отряда бойни кораби, излезли на поход в Атлантическия океан и Средиземно море. Така, ВМФ на Русия възобновява своето присъствие в световния океан. Походът продължава до 3 февруари 2008 г.
На 8 декември 2008 г. е завършен ремонта, провеждан в течение на седем месеца в Центъра за кораборемонт „Звездочка“. На кораба е обновена главната енергетична установка, изпълнени са работи по ремонт на котелното оборудване, системите за кондициониране на въздуха, механизмите за подем на самолетите към полетната палуба. Заменени са кабните трасета, възстановени са отделни блокове на системи от въоръжението на кораба.

### 2010-те години
На 6 декември 2011 г. „Адмирал Кузнецов“ се насочва заедно с отряд кораби на Северния флот в Средиземно море към бреговете на Сирия. Седмият далечен поход на кораба завършва през май 2014 г..
На 13 март 2015 г. корпорацията МиГ съобщава, че през 2014 г. е доставила за ТАВКР „Адмирал Кузнецов“ 14 нови изтребители-бомбардировачи МиГ-29К и още четири екземпляра МиГ-29КУБ, снабдени с нова авионика и новата РЛС с АФАР „Жук-М“; до края на 2015 г. трябва да завърши изпълнението на договора с държавата и да се доставят още десет машини.
От 14 май до 20 август 2015 г. корабът се намира на ремонт в дока на 82-ти кораборемонтен завод в Росляково. От януари до 15 юни 2016 г се намира на ремонт в 35-и кораборемонтен завод в Мурманск, където преминава възстановяване на техническата готовност преди далечен морски поход.
През януари 2016 г. е отново сформиран и започва бойната си подготовка „кримският“ полк 100 на корабната авиация за полетния състав на постъпилите на въоръжение нови 24 единици МиГ-29К/КУБ. 279-и полк на корабната авиация продължава да използва самолетите Су-33, за които са поръчани нови двигатели и прицели за бомбардиране.
От ноември 2016 г. до 6 януари 2017 г. „Адмирал Кузнецов“ изпълнява бойни задачи в състава на оперативното съединение на далечната морска зона на ВМФ на Русия при бреговете на Сирия. По време на този поход корабът за първи път взема участие в реални бойни действия. На 14 ноември 2016 г. претърпява крушение МиГ-29К по време на заход за кацане, летецът оцелява. Връща се в Североморск на 9 февруари 2017 г. За времето на този далечен морски поход корабът изминава 18 хиляди морски мили. На борда на самолетоносача има над 40 самолета и вертолета. За първи път в историята на Русия е осъществено бойно използване на палубните самолети Су-33. „За два месеца участие в бойните действия летците на морската авиация изпълняват 420 бойни полета, от тях 117 през нощта. Практически всички полети преминават в сложни хидрометеорологични условия. Нанесено е поражение на 1252 обекта на терористите“, – съобщава командващият руската групировка войски в Сирия, генерал-полковник Андрей Картаполов. Приблизителната стойност на операцията в Сирия съставлява 7,5 милиарда рубли.
На 23 февруари 2018 г. за заслуги в укрепването на отбранителните сили на държавата, високите показатели в бойната подготовка, мъжеството и героизма, проявени от личния състав по време на изпълнение на бойните задачи, Президентът на Русия Владимир Путин връчва на крайцера Ордена Ушаков.

### Модернизация (2017 – 2021)
Работите по ремонта започват през октомври 2017 г. в Мурманския кораборемонтен завод (Росляково). Ще се проведе замяна на всички котли и оборудване. След ремонта и модернизацията срокът на служба на „Адмирал Кузнецов“ ще се удължи с 10 години. За модернизацията на самолетоносача ще са необходими около 50 милиарда рубли. Поради липса на финансиране ракетният комплекс „Гранит“ вероятно няма да се ремонтира.
Завършването на ремонта е планирано за 2020 г., влизането в състава на ВМФ на Русия - за 2021 г.

## Авиокрило и неговото въоръжение
ТАВКР „Адмирал Кузнецов“ е разчетен за базиране и обслужване на 28 самолета и 24 вертолета, а без оглед транспортирането в специални зони на палубата – 30 – 36 летателни апарата. Големият брой вертолети по щат е свързан с насочеността на кораба към противолодъчни операции с вертолетите Ка-27ПЛ. Текущата концепция за формиране на авиационната група на кораба предполага съкращаване броя на базираните Су-33 и замяната им с по-леките и по-компактни по размери изтребители-бомбардировачи МиГ-29К, което ще позволи да се увеличи броят на базираните самолети до 36 единици. Броят на базираните вертолети ще се намали в полза на самолетите до 17 единици.
Справочникът Military Balance 2016 указва на следната достъпна към 2016 г. за самолетоносача палубна авиация. Основата на текущото авиокрило съставляват новите руски палубни изтребители-бомбардировачи МиГ-29К и МиГ-29КУБ – 26 единици. Според мнението на Global Security и The National Interest, МиГ-29К отговаря на съвременните изисквания към палубната авиация, тъй като е оборудван с последната авионика, включваща инфрачервен пеленгатор за целите, насочване на ракети „въздух-въздух“ с близък радиус чрез завъртане на главата на летеца, има средства за намаляване на радиолокационната забележимост, и най-главното – новата РЛС с АФАР „Жук-М“ с голям радиус на действие (200 км – изтребител, 300 км – есминец) и възможност да се управлява насочването на коректируемите варианти на бомбите КАБ-500, така и на ракетите с далечен радиус на действие против самолети РВВ-АЕ (110 км) и кораби Х-35 (260 км). Освен това, на въоръжение има 18 единици от тежките палубни изтребители-бомбардировачи Су-33, модернизирани също до последното ниво на авионика и с боен товар от бомби и ракети до 6,5 тона. Съставът на авиогрупата се променя в зависимост от задачите. Например, формирането на ударна група от новите вертолети Ка-52К позволява да се изпълнява поддръжката на десантни операции, дублирайки част от функционалността на такива УДК, като „Мистрал“.

## Средства за самоотбрана и поддръжка на 'оцеляването'

### Зенитно-ракетни комплекси
„Адмирал Кузнецов“ има постоянно модернизируемо собствено противоракетно оръжие с близък радиус на действие за отразяване на ракетно-бомбени атаки. Зенитното въоръжение на кораба се състои от четири шестстволни пускови установки на ЗРК „Кинжал“ (192 ракети), осем пускови установки „Кортик“ (256 ракети), шест шестстволни 30-мм скорострелни установки АК-630М (48 000 снаряда).

### Противоторпедни системи
„Адмирал Кузнецов“ има също и ешелонирана защита срещу торпеда от две установки РБУ-12000 (60 ракети), включваща и поставянето на лъжливи акустични цели, бързо разгръщане на противоторпедни минни полета и унищожаването на торпедата чрез дълбочинни бомби при самия кораб. Оцеляването се осигурява от множество прегради, издържащи на попадение под водолинията на боеприпаси с до 400 кг тротил. Така, корабът може да отразява масирани ракетно-бомбени и торпедни атаки даже без помощта на собствения ордер, който може да се съсредоточи върху унищожаването на носителите на ракетите и торпедата.

## Противокорабните ракети „Гранит“
„Адмирал Кузнецов“ носи 12 пускови установки 4К-80 за тежките ракети „Гранит“, способни да поразяват цели на 700 км и с тегло на бойната част от 750 кг. Пусковите установки за „Гранит“ са монтирани под трамплина на полетната палуба, и за тяхното изстрелване полетите се прекратяват, тъй като на полетната палуба се отварят люковете на шахтите за „Гранит“. Първоначалните версии на ракетата са създадени за унищожение на авионосните групи на САЩ, последните модернизации на комплекса му позволяват да поразява и брегови цели.

## Оценка и перспективи на проекта

### Предимства и недостатъци на замяната на катапултите с трамплин
Явявайки се първият в съветската морска практика пълноценен самолетоносач (т.е. способен да приема самолети с хоризонтално излитане и кацане с високи бойни качества), „Адмирал Кузнецов“, въпреки това, не успява напълно да преодолее недостатъците на първите съветски тежки авионосни крайцери от типа „Киев“. Залогът за замяната на пълноценните парни катапулти с трамплин води до затрудняване на операциите по излитане и кацане поради наличието на само едно направление за старт, а също и до намаляването на бойния товар и бойния радиус поради високите изисквания за тяговъоръженост на самолета при старта. От друга страна, използването на трамплин позволява значително да се икономиса маса, вътрешен обем и енергетика, необходими за разполагането, обслужването и захранването на системите на парните катапулти. Също отказът от сложната система на парните катапулти повишава бойната устойчивост на авиополка в случай на проблеми или бойни повреди на цялата система, и, като следствие, невъзможността да се използват базираните на кораба самолети.
Отсъствието на катапулти налага Су-33 да се оборудват със специални двигатели с по-мощни форсажни камери, отколкото при АЛ-31Ф. От една страна, това води до по-високата цена на самолетите, но, от друга страна, им дава преимущество във въздушния бой поради наличието на по-мощно форсажно ускорение.

### Разузнавателни самолети или разузнавателни контейнери
Най-силно се отразява липсата на катапулти за наличието на специализирани самолети за ДРЛОиУ, които не могат да излитат от трамплина, което обуславя в началото малката далечина на радиолокационното покритие. В началото възможностите на ТАВКР по задхоризонтално засичане е ограничено от вертолетите за ДРЛО, имащи малък радиус на действие. Като решение на проблема изначалната концепция на Су-33 предполага създаването на разузнавателна версия на самолета на обща база с традиционната авиация. Обаче по-ефективна се оказва концепцията за временно преоборудване на изтребителя в разузнавателен самолет. За воденето на разузнавателни действия за семейството на самолетите Сухой през 2015 г. е приет на въоръжение „универсален контейнер за разузнаване“ (УКР). Тъй като товароподемността на изтребителите-бомбардировачи е недостатъчна за транспортирането на типов набор оборудване за самолет ДРЛО, то разузнавателното оборудване е разделено на три контейнера за изпълняване на разузнаване чрез три самолета: УКР-РТ – радиотехническо разузнаване, УКР-РЛ – далечен двуканален АФАР радар, УКР-ЭО – електронно-оптическо разузнаване. Благодарение на мощните окачени УКР самолетите Сухой могат ефективно да засичат цели без използването на специализираните самолети за ДРЛОиУ. Обаче, при координирането на техните действия се налага да разчитат на командите от борда на самолетоносача, а в същото време самолетът за ДРЛОиУ може самостоятелно да управлява авиацията, без да издава самолетоносача с интензивни радиопреговори.
Представители на корпорацията МиГ официално потвърждават, че МиГ-29К е способен като минимум да бъде носител на оптико-електронния разузнавателен контейнер и контейнера със системата за целеуказание. Следва да се отбележи, че съществено е променена и концепцията на разузнаването. Ако първоначално самолетоносачът е планиран като средство за война с НАТО, то реалната практическа употреба на всички съвременни самолетоносачи показва, че самолетоносачите са средства за водене на локални войни с голям акцент върху бомбардировката на сухопътните сили на противника. Това обяснява и акцента на корпорацията МиГ към контейнерите за разузнаване и целеуказание за унищожаване на наземна техника. Липсата на данни, че самолетите на МиГ могат да носят контейнер за радиолокационно разузнаване, може да бъде свързано с това, че новата версия на радара „Жук-М“ по далечина на действие от 300 км е сравнима с далечината на действие на радарите на ДРЛО, макар и с по-малък ъгъл на обзора, но функционално превъзхожда много от тях – благодарение на възможността не само да засича целите, но и да дава целеуказание към ракети като РВВ-АЕ (110 км) и Х-35 (260 км).

### Концепцията за авионосния крайцер и правото на преминаване в Черно море
Тъй като според член 11 от конвенцията Монтрьо преминаването на самолетоносачи в Черно море не е разрешено, а там се разрешава преминаването само на „линейни кораби“, то съществено се явява юридическото определение за самолетоносач. В приложение II към конвенцията Монтрьо се дава определение на линейния кораб и неговите отличия спрямо самолетоносача. 

Определение за самолетоносач в конвенцията Монтрьо
(2) Самолетоносачите са военни кораби, независимо от водоизместимостта им, построени или преоборудвани главно за действия на авиацията. Ако действията на авиацията не се явяват тяхното главно предназначение, тези кораби не трябва да се класифицират като самолетоносачи, даже при наличието на полетна палуба.

Преимуществото на необичайната конструкция на авионосният крайцер, обединяващ в себе си въоръжението на ракетния крайцер и самолетоносача, се заключава в това, че „Адмирал Кузнецов“ се явява фактически единственият самолетоносач в света, който може да оперира в Черно море. Точка В.2 от Приложение II на конвенцията Монтрьо заради ПКРК „Гранит“ не счита „Адмирал Кузнецов“ за самолетоносач, и именно за това той, като „линеен кораб“, може да преминава през проливите Босфор и Дарданели.
Съществен фактор е също юридическата колизия, възникваща според член 19 на Конвенцията Монтрьо, която указва, че, даже ако самолетоносачът бъде използван за воденето на война с крайбрежна черноморска държава, то Турция, без обявяване на война на Руската Федерация, няма право да препятства влизането на самолетоносача в Черно море. Описаното изключение в случай на закриване на проливите за „помощ, оказвана на държава, явяваща се жертва на нападение“ изисква решение на Лигата на нациите, която вече не съществува.
Обаче „Адмирал Кузнецов“ няма военно значение в Черно море (поради това, че акваторията на морето е прикрита от бреговата авиация), с изключение способността на кораба да води десантни операции със специално формирана група от ударните вертолети Ка-52К. В десантната конфигурация самолетоносачът може да носи около 30 тежки ударни и транспортни вертолета, съществено превъзхождайки даже големите универсални десантни кораби (УДК), такива като „Мистрал“, и позволява да се базират на палубата големи „сухопътни“ вертолети, като Ми-28 и Ка-50/52, които УДК не може да приема. През февруари 2016 г. Правителството на РФ заявява за създаването в Крим на 97-и десантно-щурмови полк в базата 7-а гвардейска десантно-щурмова дивизия от Северен Кавказ с вертолети като основно средство за десантиране. Пригодността на „Адмирал Кузнецов“ за изпълнение на функциите на универсален десантен кораб е предмет на дискусии, тъй като корабът няма помещения за продължително разполагане на десант. Теоретически е възможно разполагането на десант на големите десантни кораби и отреждане на самолетоносача на ролята да поддържа десанта с ударните вертолети. Възможността за създаване на десантна група с участието на самолетоносача е разглеждано от командването на ВМФ на РФ, това се потвърждава от тестовите операции с Ка-52К
Ка-52К, внедряем като вариант на въоръженията на ТАВКР „Адмирал Кузнецов“ е ударен вертолет, с мощната РЛС „Жук-А“ с далечина на засичане на целите до 200 – 300 км и използващ далекобойните ракети за унищожаване на бронетехника от ПТРК Хермес на 30 км (потенциалът на ракетите е 100 км). Този ударен вертолет може да унищожава бронетехниката на противника, без да влиза не само в зоната на действие на ПЗРК, но на много от системите за близка ПВО. За това експертите оценяват появата на руски тежък вертолетоносач с такива вертолети в Черно море като фактор, изменящ баланса на въоръженията в региона.

### Предимства и недостатъци на тежките ракети „Гранит“
Наличието на съвършените за времето си ПКРК „Гранит“ с технология за пробив на ПРО/ПВО е призвано да дава на кораба преимущество в дуел с другите самолетоносачи и техните ордери, тъй като ПКРК „Гранит“ е разчетен за това, без да вдига своето авиокрило, „Адмирал Кузнецов“ да може с ракетен залп да атакува вражеската авионосна група. За удар на голяма далечина комплексът се нуждае от точно целеуказание, осъществявано чрез авиационния комплекс „Успех“ от самолети Ту-95РЦ, вертолети Ка-25Ц или други комплекси за получаване на ориентировъчни координати на целите.
Доста е популярна легендата, че ПКРК „Гранит“ не може да функционира без целеуказание от МКРЦ „Легенда“, която е извадена от експлоатация. Към настоящия момент тази система е заменена, частично, със средствата за радиотехническо разузнаване на спътниците Лотос-С.
Основното техническо ограничение се състои в следното. Даже първоначалните версии на ПКРК „Гранит“ могат да се използват без управление при полета и при атака на целта, за сметка на просто въвеждане на координатите на целта, получен по някакъв начин при пуска и без да е задължително чрез Лотос-С, това може да бъде и А-50, оптическите спътници за разузнаване „Персона“ и т.н. Към зададените координати ракетата лети по инерционната си система за навигация и на финалния участък самостоятелно намира целите със своята РЛС. Обаче ако ракетата се изстрелва от голяма дистанция, а целта бързо се движи с маневриране, то към момента на пристигане в района на атаката на целта тя може да е отдалечена вече на съществено разстояние и далечината на действие на РЛС в главата за самонасочване на „Гранитите“ да се окаже недостатъчна за захващане на целта, особено в условията на използване от целта на средства за РЕБ. Затова е желателно да има допълнително целеуказание по радио, за повишаване на вероятността за унищожаване на целите.
През 2001 г. „НПО Машиностроене“ според Постановление на Съвета на министрите на Русия започва работа по модернизация на бордовото оборудване на ракетите от комплекса „Гранит“ по преминаването на навигационната и изчислителната електроника към единна елементна база с експортния вариант на ПКРК „Яхонт“ с неговите системи за навигация и неговата РЛС, за това ТТХ на системите за насочване на модернизираните „Гранити“ са аналогични на дадения ПКРК и обсъждането на особеностите на работата на демонтираната съветска електроника има интерес само от историческа гледна точка. На 16 октомври 2016 г. е изпробван по-рано неанонсиран вариант на модернизация на „Гранитите“ за атака по брегови цели, много експерти, като Константин Сивков, смятат, че това е най-вероятното използване на „Гранитите“, завършващи своя срок на служба. „Гранитите“ могат да са много ефективни за поразяване на площадни цели при условията на противодействие или липса при противника на локална ПРО, тъй като те имат рекордна маса и далечина на доставяните от ракетите боеприпаси – 750 кг на 700 км.
През април 2016 National Interest и други източници съобщават за плановете на ВМФ на РФ да замени „Гранит“ при универсални пускови установки на базата на ЗС-14 с по-компактните крилати ракети от семейството на „Калибър“ и „Оникс“, а също и новата ракета „Циркон“, която има хиперзвукова скорост за пробиване на съвременните системи за ПРО. Съдейки от космическите снимки на намиращия се в ремонт ТАРКР „Адмирал Нахимов“, там вече се води демонтаж на пусковите установки за „Гранит“ и монтаж на ЗС-14. ТАВКР „Адмирал Кузнецов“, на свой ред, трябва да влезе за комплексен ремонт и модернизация от 2017 г., в хода на които се очаква смяната на „Гранитите“ със съвременно ракетно въоръжение.

### Предимства и недостатъци на мазутната силова установка
Във връзка с предстоящия основен ремонт на „Адмирал Кузнецов“ от бившия командващ на Северния флот, адмирал Вячеслав Попов, при интервю, задават въпроса, не е ли необходим ремонт на силовата установка на кораба – поради наблюдавания от много журналисти дим от комина. На което адмиралът отговаря, че „само дилетантите не знаят, че двигателната установка, работеща с такова евтино гориво като мазута, винаги се отличават с повишено димообразуване“, а сравнението на самолетоносача с крайцера „Петър Велики“ е некоректно, тъй като липсата на дим при него е свързано с наличието на ядрен реактор. По мнение на адмирала, текущите ремонти са изпълнени качествено и нов ремонт на двигателната установка не е необходим. Следва да се отбележи, че високото димообразуване при мазутните силови установки е характерно и за военните съдове на САЩ в серията USS Freedom. Както заявява представител на командването на 3-ти флот на САЩ – това се явява нормално и свързано с това, че двигателната установка при продължителен престой на кораба без движение работи в режим, способстващ отлагането на нагар, който се възпламенява и изгаря, когато корабът започва движение, след изгарянето на нагара интензивното димообразуване се прекратява. Руските моряци като цяло се съгласяват с мнението на американските колеги, че голямото димообразуване при руския кораб и американските кораби от типа USS Freedom е свързано с изгарянето на остатъците от горивото.
Достойнството на мазутната силова установка е много евтиното гориво и евтините текущи ремонти. В същото време, наличието на атомна силова установка в бъдеще може да доведе даже до отказване от кораба – поради непомерната стойност на обслужването. Освен това, следва да се отчита, че мазутът се явява компонент на „трикамерната система на противоторпедната защита“ на кораба, където горивото се съхранява в пространството на „двойния корпус“. При взрив на торпедо част от енергията на взрива се разпределя за деформация на запълнените с гориво отсеци, които също така улавят всички възникващи при взрива осколки. Ефективността на тази конструкция позволява на самолетоносача да издържа попадение под водолинията на боеприпаси до 400 кг тротил.

### Общи политически и тактически оценки на значението на кораба
Експертите от военновъздушните сили, оценявайки проекта на кораба, отбелязват, че най-главното му значение за ВМФ на РФ е поддържането на опита в използването на самолетоносачи и наличието на летци, умеещи да се оправят с оборудването на самолетоносачите. Това позволява както ефективно да се модернизира крайцерът, така и да се използват опитният персонал при създаването на нови руски самолетоносачи. В този план експертите на BBC полагат, че при използването на ТАВКР „Адмирал Кузнецов“ в реална ударна операция в Сирия от ВС на РФ ще получат опит, който имат малко страни в света.
„Anshel Pfeffer“ в своя критична статия отбелязва, че в блока на НАТО само САЩ имат превъзходство над Русия при самолетоносачите, останалите страни имат много по-малки или още повече, по-стари самолетоносачи. В т.ч. съществено по-малък по авиакрилото си е атомният самолетоносач „Шарл де Гол“, изпълняващ патрулирането от НАТО в Средиземно море, в което самолетоносачите на САЩ традиционно не влизат. Кон Кафлин пише, че „руснаците поне имат самолетоносач“, напомняйки, че във Великобритания всички самолетоносачи от типа „Инвинсибъл“ отдавна са дадени за скрап, а построяването на нови и въвеждането им в експлоатация се задържа като минимум до 2020 г. Кон Кафлин предполага, че „Адмирал Кузнецов“ следва да се разглежда като инструмент за военни акции против Грузия, Украйна, прозападните сили в Сирия или даже прибалтийските държави.
„National Interest“, оценявайки „Адмирал Кузнецов“, дава противоречиви оценки. Самият самолетоносач оглавява петицата на най-лошите самолетоносачи в историята с позоваване на остарялото оборудване, ниското качество на строителството, неизправните парни турбини, „течащите“ котли, лошото обслужване и необходимостта от основен ремонт на кораба или замяната му с друг. Във връзка с това Русия е принудена да изпраща океански буксир заедно със самолетоносача, резюмира експерта.. От друга страна експертите на NI пишат, че самолетоносачът воюва не с палубата си, а със своите самолети, затова неговата боеспособност повече зависи от това, доколко удачна ще се окаже новата модернизирана версия на Миг-29К. Също експертите отбелязват, че най-важният актив на кораба това е опитът на неговите военни пилоти, тъй като полетите от самолетоносач изискват особено майсторство. По мнение на американските специалисти, за подготовката на летците от авиокрилото много голяма роля оказва връщането на тренировъчната база със системите за излитане и кацане НИТКА в Крим, и получената практика летателният състав може да закрепи по време на операциите в Сирия.
В рейтинга на най-лошите самолетоносачи на изданието Business Insider корабът заема второ място. За основен недостатък на съда е указан слабия двигател и ненадеждността на самолетоносача.

## Технически характеристики

### Общи характеристики
Дължина– 305,0 м
Дължина по водолинията – 270 метра
Ширина максимална – 72 метра
Ширина по водолинията – 35,0 м
Газене – 10,0 м
Стандартна водоизместимост– 43 хил. тона
Пълна водоизместимост – 55 хил. тона
Максимална водоизместимост – 58,6 хил. тона

### Енергетична установка
Парни турбини – 4 × 50 хил. конски сили
Брой котли – 8
Брой винтове – 4
Мощност на турбогенераторите – 9 × 1500 киловата
Максимална скорост – 29 възела
Далечина на плаването на максимална скорост – 3850 мили при скорост 29 възела
Икономична скорост – 18 възела
Максимална далечина на хода – 8000 мили при скорост 18 възела
Автономност – 45 денонощия.

### Въоръжение
Към 2014 г. в състава на авиокрилото има 28 самолета и 17 вертолета:
14 палубни изтребителя Су-33 (и още 7 Су-33 се намират на съхранение)
10 палубни изтребителя МиГ-29К
2 палубни учебно-бойни изтребителя МиГ-29КУБ
2 учебно-тренировъчни самолета Су-25УТГ
15 многоцелеви корабни вертолета Ка-27/Ka-27ПС
2 вертолета за радиолокационен дозор Ка-31
Също тежкият авионосен крайцер е въоръжен с:
12 × ПКРК 4К80 „Гранит“
24 × ПУ ЗРК „Кинжал“ (192 ракети)
8 × ЗРАК 3М87 „Кортик“ (256 ракети)
2 × РБУ-12000 „Удав“ (60 дълбочинни бомби)
6 × АК-630

### Екипаж
Екипаж – 1960 души
Авиоперсонал – 626 души
Команден състав – 55 души

## Бойно използване
На 12 ноември 2016 г. авионосната група на „Адмирал Кузнецов“ пристъпва към маневри в източната част на Средиземно море при бреговете на Сирия. На 15 ноември 2016 г. от борда на авионосния крайцер самолети Су-33 за първи път в историята на ВМФ на Русия извършват бойни полети, нанасяйки удари по позиции на терористите от ИДИЛ и Джабхат ан-Нусра в сирийските провинции Идлиб и Хомс.
На 6 януари 2017 г. командващият руската групировка войски в Сирийската Арабска Република, генерал-полковник Андрей Картаполов, докладвайки за резултатите от действията на руската авионосната група, от 8 ноември 2016 г., съобщава, че „за два месеца участие в бойните действия, летците на морската авиация са изпълнили 420 бойни полета, от тях – 117 нощем“. Както съобщава командващия Северния флот Николай Евменов: „Великолепната техника, въоръжение, професионалното майсторство на нашите летци ни позволи да унищожим над хиляда обекта на международния тероризъм“. За времето на операциите са загубени при кацане на палубата два самолета. Корабът се връща към мястото за постоянно базиране през февруари 2017 г.

## Командири
- капитан 1 ранг В. С. Яригин (1987 – 1992),
- контраадмирал (присвоено по време на командването на кораба) И. Ф. Санко (1992 – 1995),
- контраадмирал (присвоено по време на командването на кораба) А. В. Челпанов (1995 – 2000),
- капитан 1 ранг А. В. Турилин (2000 – 2003),
- капитан 1 ранг А. П. Шевченко (2003 – 2008),
- капитан 1 ранг В. Н. Родионов (2008 – 2011),
- капитан 1 ранг С. Г. Артамонов (2011 – 2019)[91],
- капитан 2 ранг Ярослав Адамов (от 2019 г.)[92].

## Произшествия
- 18 октомври 2004 г. има авария със Су-25УТГ. Самолетът извършва твърдо кацане, вследствие на което чупи дясната стойка на шасито. Големи разрушения на кораба са избегнати благодарение на това, че Су-25УТГ се закача с куката си за въжето на аерофинишера. Сред предполагаемите причини за аварията са грешка на екипажа и умора на метала[93]. Самолетът е доставен на 121-вия АРЗ (Кубинка), но признат за неремонтопригоден, след което е отписан.
- 5 септември 2005 г. в Северния Атлантик на кораба има две аварийни кацания на изтребители Су-33. Един от изтребителите пада в океана и потъва на дълбочина 1100 м (управляващият самолета, подполковник Юрий Корнеев, катапултира), вторият се задържа на палубата. Причина за двете аварии е скъсване на въжето на аерофинишера[94]. Планирано е потъналият самолет да се унищожи с дълбочинни бомби поради с наличието на него на секретна апаратура (например, системата за разпознаване „свой-чужд“)[95], обаче става ясно, че да се направи това е невъзможно[96]. Командването на ВМФ изразява надежда, че самолетът ще се разруши сам[97].
- 6 януари 2009 г. по време на стоянка на рейд в рамките на провеждането на военни учения в турската военноморска база Акзас на борда на кораба в едно от носовите помещения става пожар. Ликвидирането на пожара става със силите на екипажа. В резултат на отравяне с въглероден окис загива матросът на срочна служба Дмитрий Сичев[98]. По заявление на специалистите, корабът не получава сериозни повреди и на 11 януари взема участие в съвместни учения с Гърция.
- 14 ноември 2016 г. в Средиземно море по време на заход за кацане на борда на кораба след изпълнение на тренировъчен полет към бреговете на Сирия претърпява крушение изтребител МиГ-29К[99]. Пилотът успява да се катапултира, и е открит от спасителната служба на няколко километра от кораба и е доставен на борда[100].
- 5 декември 2016 г. при кацане на кораба, заради скъсване на въжето на аерофинишера, е загубен Су-33. Пилотът успява да се катапултира и е доставен на борда[101].
- 30 октомври 2018 г. През нощта на 29 към 30 октомври поради внезапно спиране на електроенергията от брега започва неконтролируемо потапяне на една от кулите на плаващ док ПД-50 на 82 кораборемонтен завод в Росляково, довело до съществен крен. ПД-50 започва да потъва. Поради това, че машинната команда на дока по-рано е намалена, а за дизел-генераторите не е купувано гориво, ПД-50 не успява да премине на собствено електрозахранване и започва да потъва заедно с авионосния крайцер „Адмирал Кузнецов“. При това 70-тонен кулокран пада на палубата на крайцера[102]. Падналият кран на плаващия док поврежда част от палубата на самолетоносача: размерите на пробойната в палуба в кърмовата част на авионосния крайцер „Адмирал Кузнецов“ по повърхност е около 20 м², но кранът поврежда няколко отсека под палубата[103]. Един човек изчезва безследно. Следственото управление по транспорт на Следствения комитет на Русия възбужда наказателно дело по член 216 от НК на РФ[104] („Нарушение на правилата за безопасност при воденето на други работи, довели по невнимание до смърт на човек“)[105]. Представител на Кораборемонтния център „Звёздочка“ Евгений Гладишев съобщава, че лежащият на повредената палуба на „Адмирал Кузнецов“ кран[106] няма да бъде вдигнат, докато вървят следствените действия[107]. През нощта на 18 ноември 2018 г. един от четиримата пострадали работници умира в градската болница на Мурманск[108].

## Фотогалерия
- ТАВКР „Адмирал от Флота на Съветския съюз Кузнецов“ по време на прехода към мястото на постоянното му базиране – Северния флот, декември 1991 г.
- ТАВКР „Адмирал Кузнецов“ и американският разрушител с УРО „Deyo“, 1991 г.
- На „бочка“ в Североморск
- В пристанището на Мурманск
- ТАВКР „Адмирал Кузнецов“, изглед към кърмата
- Изтребител Су-33 на палубата на кораба
- ТАВКР „Адмирал Кузнецов“, януари 1996 г.
- На обслужване в плаващ док в Росляково Мурманска обл. Фотография от 2006 г.

- Символика
- На пощенския блок „300 години Руски флот“
- Монета на ЦБ на РФ